# Yahagi (cruzador de 1942)
O Yahagi (巡洋艦) foi um cruzador rápido da classe Agano que serviu com a Marinha Imperial Japonesa durante a Segunda Guerra Mundial.

## História
O Yahagi foi concluído no estaleiro naval de Sasebo, no dia 29 de Dezembro de 1943, e logo despachado a Singapura, para treinamento e missões de patrulhamento. Participou da Batalha do Mar das Filipinas (junho de 1944), da Batalha do Golfo de Leyte (outubro de 1944) e da Batalha de Samar (outubro de 1944).
No dia 6 de Abril de 1945, Yahagi recebeu ordens para participar da Operação Ten-Go: atacar a força de invasão dos Estados Unidos, em Okinawa, acompanhando o Yamato, que era a nau-capitânia do almirante Tokushima.
Às 12h20min do dia 7 de Abril de 1945, os navios japoneses foram atacados por 386 aviões norte-americanos. Às 12h46min, um torpedo atingiu o Yahagi diretamente na sua sala de máquinas, matando toda a tripulação ali presente e provocando a parada do cruzador. Imóvel, o Yahagi foi atingido por mais seis torpedos e 12 bombas, afundando às 14h05min.

Ataque ao Yahagi
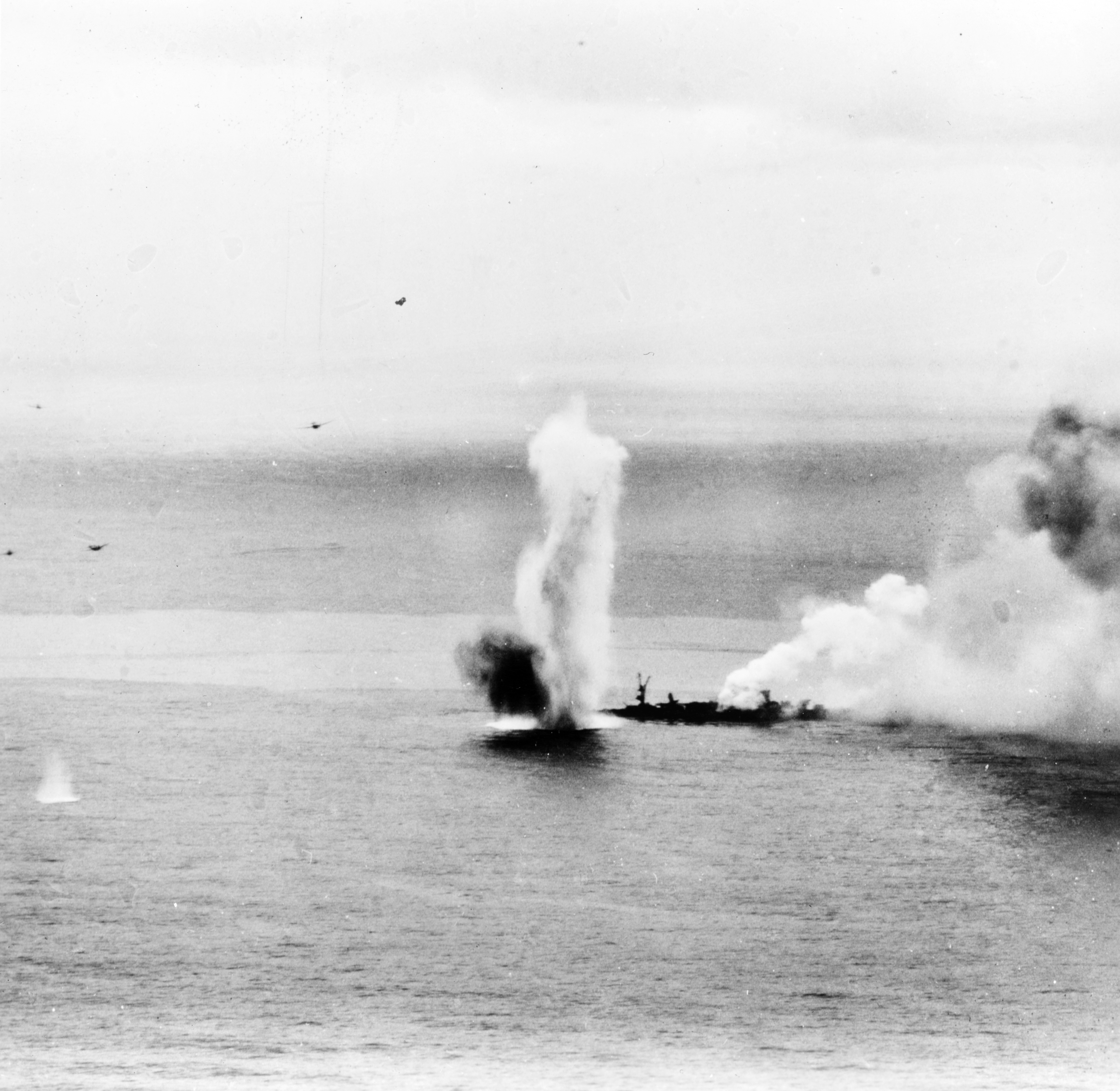
Afundamento do Yahagi
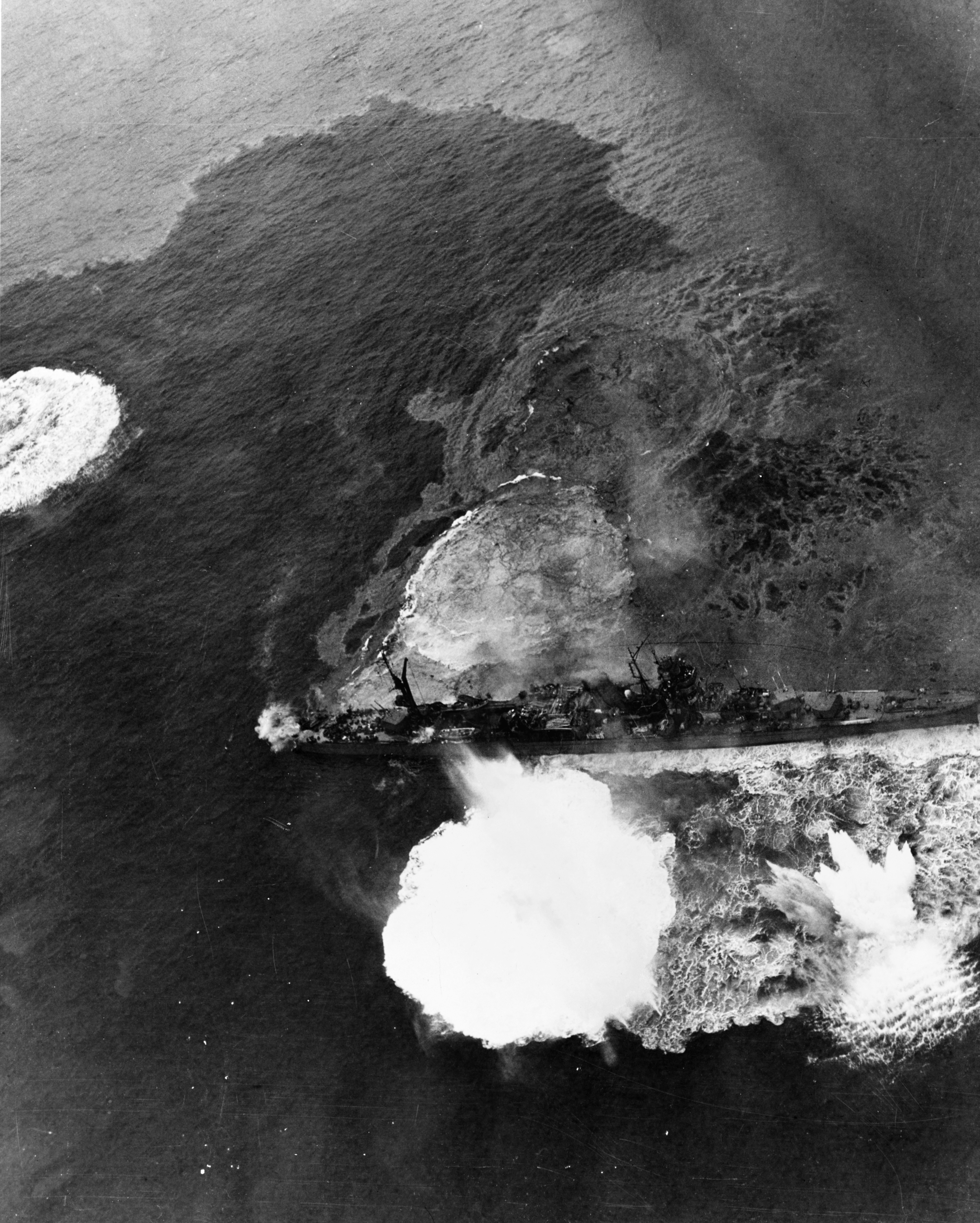
Cruzador leve Yahagi sob ataque intenso de bombas e torpedos